# Condado de Hall (Georgia)
El condado de Hall (en inglés: Hall County), fundado en 1818, es uno de 159 condados del estado estadounidense de Georgia. En el año 2009, el condado tenía una población de 187 743 habitantes y una densidad poblacional de 137 personas por km². La sede del condado es Gainesville.

## Geografía
Según la Oficina del Censo, el condado tiene un área total de 1112 km² (429,3 mi²), de la cual 1020 km² (393,8 mi²) es tierra y 92 km² (35,5 mi²) (8.28%) es agua.

### Condados adyacentes
- Condado de White (norte)
- Condado de Habersham (noreste)
- Condado de Banks (este)
- Condado de Jackson (sureste)
- Condado de Barrow (sur)
- Condado de Gwinnett (suroeste)
- Condado de Forsyth (oeste)
- Condado de Dawson (noroeste)
- Condado de Lumpkin (noroeste)

## Demografía
Según el censo de 2000, los ingresos medios por hogar en el condado eran de $44 908, y los ingresos medios por familia eran $50 100. Los hombres tenían unos ingresos medios de $31 769 frente a los $24 550 para las mujeres. La renta per cápita para el condado era de $19 690 Alrededor del 12.40% de la población estaban por debajo del umbral de pobreza. El condado de Hall es considerado el 55.º condado más pobre en el país basado en la renta per cápita.

## Transporte

### Principales carreteras
- Interestatal 985
- U.S. Route 23
- U.S. Route 129
- Ruta Estatal 11
- Ruta Estatal 13
- Ruta Estatal 52
- Ruta Estatal 53
- Ruta Estatal 60
- Ruta Estatal 82
- Ruta Estatal 136
- Ruta Estatal 211
- Ruta Estatal 283
- Ruta Estatal 284
- Ruta Estatal 323
- Ruta Estatal 332
- Ruta Estatal 347
- Ruta Estatal 365
- Ruta Estatal 369

## Localidades
- Braselton
- Buford
- Clermont
- Flowery Branch
- Gainesville
- Gillsville
- Lula
- Oakwood

## Educación

### Escuelas
- North Hall High School
- East Hall High School
- West Hall High School
- Johnson High School
- Chestatee High School
- Flowery Branch High School
- Riverside Military Academy
- Lakeview Academy
- Gainesville High School